# Orden del Servicio Distinguido
La Orden del Servicio Distinguido (Distinguished Service Order en inglés), normalmente abreviada como DSO, es una distinción militar propia del Reino Unido (y anteriormente también de otros países miembros de la Mancomunidad Británica de Naciones: la Commonwealth), que se concede por la prestación de servicios meritorios o distinguidos por parte de los oficiales del Ejército británico en tiempo de guerra, especialmente en el frente de batalla.

## Historia
La Distinguished Service Order fue instituida el 6 de septiembre de 1886 por la reina Victoria a través de una Orden Real publicada el 9 de noviembre. Se concedía normalmente a oficiales con un rango mínimo de mayor, pero la condecoración se concedió a veces a otros oficiales de rango inferior, especialmente por casos de valor excepcional. Así, durante la Primera Guerra Mundial se concedieron 8.981 DSO, siendo anunciada cada una de ellas por medio de su publicación en la London Gazette, el diario oficial. 
La condecoración se instituyó pues para recompensar los actos individuales de servicio meritorio o distinguido durante el combate. Se trataba así de una recompensa militar, reservada hasta hace poco exclusivamente para oficiales, y normalmente concedida únicamente por la actuación en combate o en condiciones equivalentes al combate real con el enemigo, aunque especialmente entre 1914 y 1916 fueron muchas las concedidas en circunstancias que no podían ser consideradas como bajo el fuego enemigo (a menudo para concederlas a oficiales de Estado Mayor, lo que generó resentimiento entre los oficiales que combatían en primera línea). Después del 1 de enero de 1917, los jefes militares recibieron instrucciones para recomendar que la condecoración únicamente fuese concedida a aquellos que hubiesen sido acreedores a la misma en el campo de batalla. Antes de 1943, tan solo podía concederse a alguien que hubiera sido Mencionado en Despachos (es decir, citados en la Orden del Día). Aunque normalmente se concede a oficiales con mando de tropa con rango superior a capitán, se ha otorgado a oficiales de rango inferior, siendo a menudo considerado como un reconocimiento que el oficial en cuestión merecía la Cruz Victoria, pero había sido postergado en la concesión de la misma.
Durante la Segunda Guerra Mundial se concedió la DSO a 870 oficiales de la Royal Air Force, quienes con 62 derribos obtenían una primera barra, con 8 más una segunda barra, y con otros 2 una tercera barra. En 1942 la concesión de la DSO se amplió a los oficiales de la Marina Mercante que hubiesen realizado actos de valentía mientras se hallasen sufriendo un ataque enemigo.
Desde 1993, su concesión ha quedado restringida únicamente para el servicio distinguido (incluyendo el liderazgo y mando, en cualquier graduación), con la nueva Conspicuous Gallantry Cross (Cruz al Valor Constatado) introducida como la segunda más alta medalla para premiar la valentía. Sin embargo, hasta ahora tan solo se ha concedido a oficiales de alta graduación, igual que antes.
Oficialmente se conoce a los condecorados con la medalla como los Compañeros de la Orden del Servicio Distinguido (Companions of the Distinguished Service Order). La concesión da derecho al uso de la partícula "DSO" tras el nombre en cualquier tipo de documento. Una barra es agregada a la cinta para aquellos condecorados con la DSO que reciban una segunda condecoración.

## Descripción
La medalla que simboliza físicamente la condecoración es una cruz de oro (o plata dorada), esmaltada en blanco y con rebordes de oro. En el centro, dentro de una corona de laurel, esmaltada en verde, se encuentra la Corona Imperial de la India en oro sobre una placa esmaltada en rojo. 
En el reverso aparece el monograma real en oro sobre una placa roja esmaltada, dentro de una corona de laurel, esmaltada en verde. Un anillo en la parte superior de la medalla la enlaza con otro anillo que conecta con una barra "de suspensión" de oro, adornada con laurel. En lo alto de la cinta hay una segunda barra de oro adornada con laurel.
La cinta roja es 1,125 pulgadas (2,9 cm) de anchura, con bordes estrechos azules. Las medallas son emitidas sin nombre pero alguno de los condecorados han grabado su nombre sobre el envés de la barra de suspensión. 
La barra para una segunda DSO es sencilla, en oro con una Corona Imperial en el centro. El reverso de la barra se encuentra grabado con el año de su concesión. Se lleva un rosetón sobre la cinta de condecoraciones del uniforme para representar la medalla de una barra. 